# Kildimo
Kildimo es una localidad situada en el condado de Limerick de la provincia de Munster (República de Irlanda), con una población en 2016 de 417 habitantes.
Se encuentra ubicada al suroeste del país, a poca distancia al sur del estuario del río Shannon en el océano Atlántico, cerca de las montañas Galtee y al norte de la ciudad de Cork.